# 아시나씨
아시나씨(일본어: 蘆名氏 あしなし[*])는 미우라씨에서 흥한 씨족이다. 사가미국 미우라군 아시나 (현 요코스카시 아시나, 아시나성)의 지명에서 유래되었다. 「아시나씨(芦名氏)」, 「아시나씨(葦名氏)」, 「오슈 미우라씨(奥州三浦氏)」, 「아이즈 미우라씨(会津三浦氏)」 등으로 표기되는 일도 있다.
사가미 아시나씨(相模蘆名氏)와 아이즈 아시나씨(会津蘆名氏)의 두 계통이 존재한다. 돌림자로는 전자는 「타메(為)」, 후자는 「모리(盛)」를 쓴다.

## 사가미 아시나씨
미우라 요시아키의 동생 타메키요가 소지하고 있는 아시나의 땅에서 따서 아시나 성씨를 칭한 것에서 시작되었다. 그의 아들 타메카게의 아들 타메히사는 사가미국 오오스미군 이시다향 (현 가나가와현 이세하라시 이시다)을 영지로 다스리고 있었지만, 키소 요시나카를 토벌하고, 포상으로 오우미국 이시다무라까지 받게 되자, 일족은 다 함께 이주했다. 그 후, 시모게노류 이시다씨와 혼인을 거듭해, 쿄고쿠씨의 피관이 되었고, 센고쿠 시대에는 이시다 미츠나리가 나왔다 (이시다 미츠나리가 명문 아시나씨의 핏줄임을 자칭했을 가능성도 있다). 또한 가마쿠라 시대 중기에는 아시나 츠네미츠가 호우키 슈고가 되었다.

## 아이즈 아시나씨
분지 5년 (1189년), 오슈 전투의 공에 의해, 미우라 요시아키의 7남 사와라 요시츠라에게 아이즈가 주어졌다. 아시나 성씨를 칭하게 된 것은 요시츠라의 아들 모리츠라의 4남 미츠모리의 대에 이르러서이다. 무로마치 시대에는 교토부지중으로서 스스로를 "아이즈 슈고"로 칭했다.
센고쿠 시대, 아시나 모리우지 시대에 최전성기를 맞이했다.
그러나, 아시나씨는 일족 이나와시로씨를 비롯한 가신들의 통제에 고생을 했고, 더욱이 모리우지 말년에는 후계자 문제도 발생했다. 그래서, 덴쇼 8년 (1580년), 모리우지의 죽음과 함께 아시나씨는 점차 쇠퇴하기 시작했다.
모리우지 사후, 니카이도씨에서 온 인질 니카이도 모리요시의 아들이 데릴사위이자 양자로 모리우지의 뒤를 이었는데, 그 사람이 아시나 모리타카이다. 주변 여러 씨족들과 우호를 유지하며 다테씨에 대항하거나, 오다 노부나가에게 사자를 보내는 등, 적극적인 정책을 펴지만, 집안 통제에는 고심이 심했다. 덴쇼 12년 (1584년)에 측근시종인 오오바 산자에몬에게 암살당했다. 그의 뒤를 이은 모리타카의 남겨진 아들 카메와카마루 (카메오마루)도 덴쇼 14년 (1586년)에 3살의 나이로 요절했다. 그리고 가신단이 옥신각신한 끝에야 사타케 요시시게의 아들 아시나 요시히로를 아시나가 당주로 맞이했다.
덴쇼 17년 (1589년), 오슈 통일을 목표로 하는 다테 마사무네에게 스리아게하라 전투에서 대패한 아시나 요시히로는 히타치로 도주했고, 아시나씨는 몰락했다. 자신의 본가인 사타케씨로 돌아온 요시히로는 이름을 "아시나 모리시게"로 고쳐, 히타치 에도자키성 성주 (에도자키번)가 되지만, 세키가하라 전투 때에는 편을 어디로 할지 선명하게 하지 않았던 친형 사타케 요시노부와 행동을 같이 했기 때문에 개역되었다. 뒤이어, 사타케 가신으로 데와국 카쿠노다테성에 1만 6천석을 수여받았으나, 모리시게 사후, 아들이 잇다라 병사했고, 마지막 당주인 아시나 센츠루마루도 3살에 사고로 사망하는 바람에, 가계는 단절되고 아시나씨는 멸망했다.
덧붙여, 아시나 가문의 일문이었던 하류씨는 아시나 가문 멸망 후에 다테씨를 섬겼고, 이 계통은 엔호 4년 (1676년)에 센다이번 번주 다테 츠나무라의 명에 의해 아시나로 개성했다.